# Almirante Cochrane (fragata blindada)
Almirante Cochrane é uma fragata blindada, vulgarmente conhecida como El Cochrane, era um navio da Armada Chilena no final do século XIX, sendo nomeado em homenagem ao Almirante Thomas Cochrane que comandou a Armada Chilena durante a sua guerra de independência. Foi construído, como seu irmão gêmeo, a fragata blindada Blanco Encalada, no Reino Unido em 1875. Ele participou ativamente da Guerra do Pacífico, a sua ação ser mais proeminente foi a captura do monitor peruano Huáscar no Combate Naval de Angamos. O Cochrane também fez uma visita ao Brasil em novembro de 1889, poucos dias antes da queda da monarquia brasileira, tendo seus oficias comparecidos como convidados ao Baile na Ilha Fiscal, com o propósito de estreitar os laçoes de amizade entre Brasil e Chile. Em 1891, o Cochrane participou da Guerra Civil de 1891atacando fortes presidenciais, ao lado das forças que derrotaram o presidente chileno, José Manuel Balmaceda. O Cochrane continuou em serviço até 1933, quando foi desmantelado.